# Kua

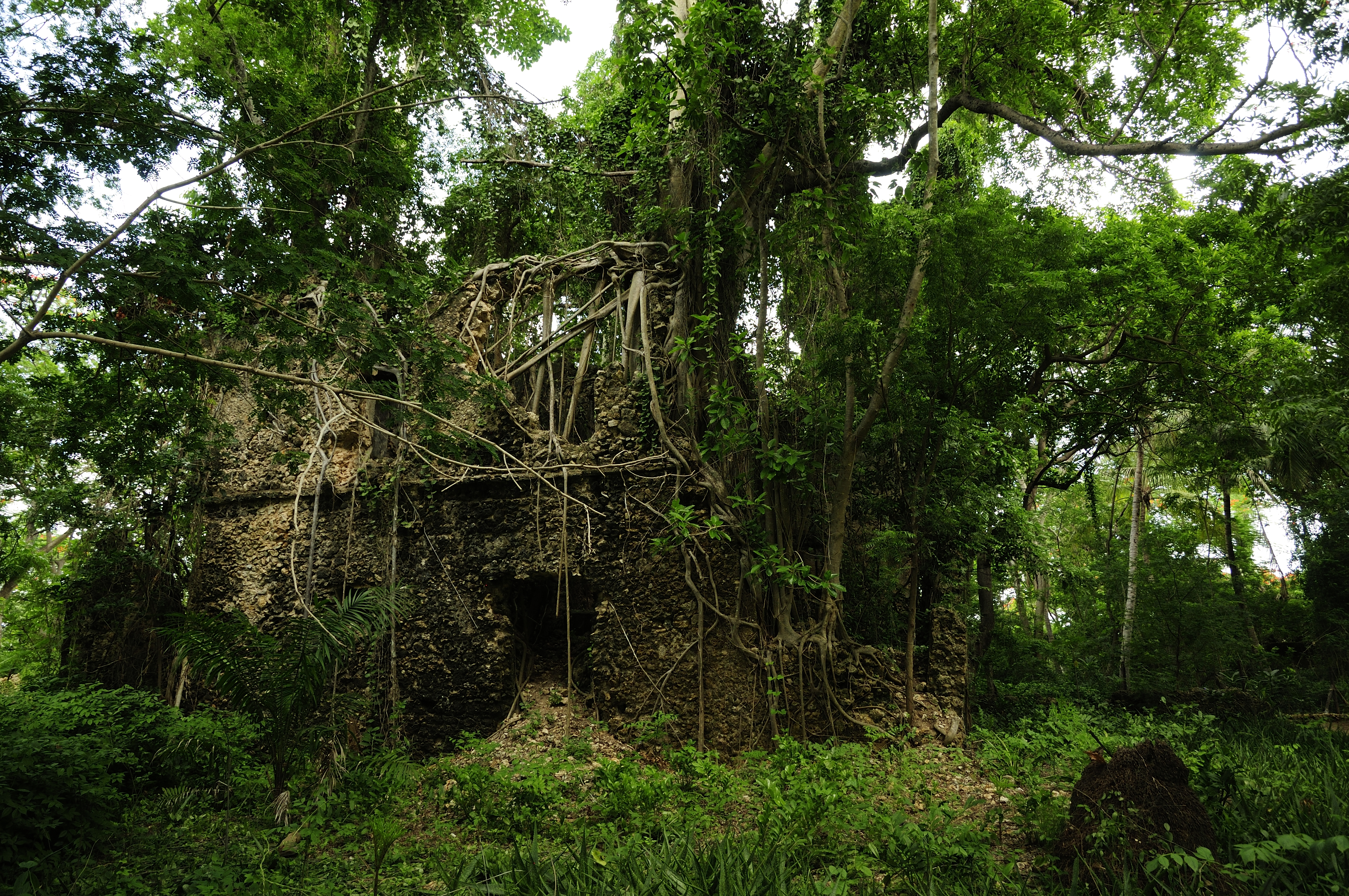
Eine der Ruinen von Kua

Kua war eine mittelalterliche Handelsstadt auf der kleinen Insel Juani, südlich der Insel Mafia an der Ostküste Afrikas, im heutigen Tansania.
Die Stadt geht wohl auf das 10. Jahrhundert zurück und soll von Persern aus Schiraz gegründet worden sein. Sie fiel im 15. und 16. Jahrhundert unter portugiesische Herrschaft und verlor daraufhin ihre Bedeutung. Sie wurde um 1820 von den Sakalava aus Madagaskar angegriffen.
Die Ruinen der aus Stein errichteten Stadt sind noch im Wald zu sehen. An Bauten sind zwei Moscheen, ein Haus mit einem Baderaum und Gräber zu nennen. Die Ruinen bilden heute eine Touristenattraktion.